# Кобаја
Кобаја (јап. 小早), скраћено од кобајабуне (у преводу брзи бродић) је јапански термин за мале ратне бродове, који су били у употреби у касном средњем и раном новом веку, током периода Сенгоку и у почетку Едо периода.

## Карактеристике
Кобаја је био најмањи тип ратног брода у јапанским морнарицама од 15. до 17. века. Ови бродови нису имали куле ни грудобране, већ само отворену палубу са ниском оградом, а посада је била заштићена од хитаца противника платненим завесама затегнутим између стубова на огради. Имале су један јарбол и погон на једра (у пловидби) и весла (у борби). Ове мале лађе имале су посаду од 20 веслача и 10 самураја, од којих су (после увођења ватреног оружја у морнарицу током 1570-их) осморица носила аркебузе. Углавном су коришћене за извиђање и преношење порука.
Коришћене су у борби током јапанске инвазије Кореје (1592-1598).